# Dīraklū
Dīraklū (persiska: ديرَكلو, تُرك عَلی, ديرک لو) är en ort i Iran.   Den ligger i provinsen Kurdistan, i den nordvästra delen av landet, 300 km väster om huvudstaden Teheran. Dīraklū ligger 1 972 meter över havet och antalet invånare är 137.
Terrängen runt Dīraklū är kuperad västerut, men österut är den platt. Runt Dīraklū är det ganska tätbefolkat, med 58 invånare per kvadratkilometer. Närmaste större samhälle är Delbarān, 18,2 km söder om Dīraklū. Trakten runt Dīraklū består i huvudsak av gräsmarker.